# Gnamptonyx
Gnamptonyx is een geslacht van vlinders van de familie spinneruilen (Erebidae), uit de onderfamilie Catocalinae.

## Soorten
- G. australis Viette, 1965
- G. innexa (Walker, 1858)
- G. limbalis Strand, 1914
- G. obsoleta Hampson, 1913